# Cyril W. Beaumont
Pour les articles homonymes, voir Beaumont.
Cyril William Beaumont (Londres, 1er novembre 1891 - Londres, 24 mai 1976) est un libraire, musicologue, écrivain, éditeur et critique de danse britannique.

## Biographie
En 1910, il ouvre une librairie de danse à Charing Cross Road, qui devient rapidement célèbre. Avec Stanislas Idzikowski, il contribue à la préservation de la méthode Cecchetti en organisant son enseignement, repris par la suite par la Cecchetti Society qu'il crée en 1922.
Membre de nombreuses organisations d'écrivains, il publie plus de quarante ouvrages sur la danse classique, traduit et publie plusieurs ouvrages historiques, comme l'Orchésographie de Thoinot Arbeau ou les Lettres sur la danse de Jean-Georges Noverre.
Son œuvre majeure reste The Complete Book of Ballets (1937 et supplément 1942).
À sa retraite en 1965, il ferme sa librairie et écrit son dernier livre en 1975, A Bookseller at the Ballet.

## Principaux ouvrages
- A Manual of the Theory and Practice of Theatrical Dancing, Londres, Beaumont, 1922 (avec Stanislas Idzikowski)
- A Bibliography of Dancing, Londres, The Dancing Times, 1929
- Fanny Elssler (1810-1884), Londres, Beaumont, 1931
- Anna Pavlova, Londres, Beaumont, 1932
- Michel Fokine and his Ballets, Londres, Beaumont, 1935
- The Complete Book of Ballets, Londres, Putman, 1937
- The Diaghilev Ballet in London, Londres, Putman, 1940
- The Ballet Called Giselle, Londres, 1944
- The Sadler's Wells Ballet, Londres, Beaumont, 1946
- Ballet Design : Past and Present, Londres, The Studio, 1946
- The Ballet Called Swan Lake, Londres, Beaumont, 1952
- A Bookseller at the Ballet, Londres, Beaumont, 1975.